# Caesarion
Ptolemaios XV Caesar Philometor Philopator (tiếng Hy Lạp: Πτολεμαῖος ΙΕ Φιλοπάτωρ Φιλομήτωρ Καῖσαρ, Ptolemaios IE Philopatōr Philometor Kaisar; Latin: Ptolemaeus XV Philipator Philometor Caesar; 23 tháng 6 năm 47 TCN - 30 tháng 8 năm 30 TCN), được biết nhiều hơn với biệt danh Caesarion (phát âm / səzæriən /; tiếng Hy Lạp: Καισαρίων, Kaisariōn, nghĩa là "Tiểu Caesar"; Latin: Caesariō) và Ptolemaios Caesar (phát âm là /tɒləmisiːzər /; tiếng Hy Lạp: Πτολεμαῖος Καῖσαρ, Ptolemaios Kaisar; Latin: Ptolemaeus Caesar), là vị vua cuối cùng của triều đại Ptolemaios, triều đại của Ai Cập, người trị vì cùng với mẹ Cleopatra VII của Ai Cập, từ 02 tháng 9, năm 44 trước Công nguyên. Đến tháng Tám, năm 30 TCN ông là pharaoh duy nhất, khi ông đã bị giết theo lệnh của Octavian, người sẽ trở thành hoàng đế La Mã Augustus. Ông là con trai cả của Cleopatra VII và có thể là con trai ngoài gia thú của Julius Caesar, người mà ông đã được đặt tên cho.

## Cuộc đời
Caesarion được sinh ra tại Ai Cập trong năm 47 trước Công nguyên. Mẹ của ông nhấn mạnh rằng ông là con trai của nhà độc tài La Mã Julius Caesar. Caesarion được cho là đã được thừa kế của Caesar về dáng vẻ và phong cách, nhưng Caesar dường như đã không chính thức thừa nhận ông. Tuy nhiên ông ta có thể đã cho phép ông sử dụng tên của mình. Đó trở thành vấn đề tranh cãi khi con nuôi của Caesar Octavian tham vào cuộc xung đột với Cleopatra. Người Ủng hộ của ông Gaius Oppius đã viết một cuốn sách nhỏ trong đó đã cố gắng để chứng minh rằng Caesar không thể là cha của Caesarion. Cleopatra cũng so sánh mối quan hệ của bà với con trai mình như của nữ thần Ai Cập Isis và người con Horus kỳ diệu của bà.
Caesarion dành hai của năm đầu đời của ông, 46-44 trước Công nguyên, ở Roma, nơi ông và mẹ ông là khách mời của Caesar. Cleopatra hy vọng rằng con trai mình cuối cùng sẽ kế thừa cha mình như là người đứng đầu Cộng hòa La Mã cũng như Ai Cập. Sau khi vụ ám sát Caesar, ngày 15 tháng Ba, 44 TCN, Cleopatra và Caesarion trở lại cho Ai Cập. Caesarion được đưa lên cai trị cùng mẹ mình vào ngày 02 Tháng 9, 44 TCN ở tuổi lên ba, mặc dù ông làm vua trên danh nghĩa, với Cleopatra giữ quyền lực thực tế tất cả cho chính mình.
Trong giai đoạn căng thẳng dẫn đến cuộc xung đột cuối cùng giữa Marcus Antonius và Octavian (trong tương lai là Hoàng đế Augustus), Antonius chia sẻ quyền kiểm soát nước Cộng hoà trong một bộ ba với Octavian và Lepidus, nhưng Lepidus bị buộc vào phải thoái lui bởi Octavian năm 36 TCN, để lại Antonius và Octavian là đối thủ của nhau. Hai năm sau, năm 34 TCN, Antonius cấp vùng đất phía đông và các chức danh khác nhau cho Caesarion và ba đứa con riêng với Cleopatra. Caesarion được tuyên bố là một vị thần, con trai của thần và "Vua của các vị vua". Tiêu đề hùng vĩ này là "chưa từng có trong việc quản lý các vị vua chư hầu của La Mã" và có thể được xem là "đe dọa" sự vĩ đại 'của người dân La Mã ". Phần lớn nhằm đe dọa Octavian (có tuyên bố về quyền lực dựa trên tình trạng mình là cháu trai của Julius Caesar và cũng là con nuôi), Antonius tuyên bố Caesarion là con trai thực sự của Caesar và là người thừa kế.
Sau thất bại của Antonius và Cleopatra trong trận Actium, Cleopatra có vẻ như đã chuẩn bị cho Caesarion tự nắm quyền "cai trị duy nhất mà không có mẹ của mình"  Bà có thể có dự định đi sống lưu vong, có lẽ với Antonius, người đã hy vọng ông sẽ được phép rút lui, như Lepidus. Khi Octavian xâm chiếm Ai Cập năm 30 trước Công nguyên, Cleopatra gửi Caesarion, vào lúc này 17 tuổi, tới hải cảng Berenice bên bờ Biển Đỏ để đảm bảo an toàn, với kế hoạch có thể có là một lối thoát tới Ấn Độ. Octavian chiếm được thành phố Alexandria vào ngày 01 Tháng Tám, năm 30 TCN, ngày đánh dấu sự sáp nhập chính thức của Ai Cập vào Cộng hoà La Mã. Marcus Antonius đã tự tử trước khi Octavian tiến vào thành phố, Cleopatra tự sát theo ông ngày 12 tháng 8, năm 30 trước Công nguyên.

## Tổ tiên
|  |                                     |  |  |  |  |  |  |  |  |  |  |  |  |  |  |  |
|  | 16. Gaius Julius Caesar I           |  |  |  |  |  |  |  |  |  |  |  |  |  |  |  |
|  |                                     |  |  |  |  |  |  |  |  |  |  |  |  |  |  |  |
|  |                                     |  |  |  |  |  |  |  |  |  |  |  |  |  |  |  |
|  | 8. Gaius Julius Caesar II           |  |  |  |  |  |  |  |  |  |  |  |  |  |  |  |
|  |                                     |  |  |  |  |  |  |  |  |  |  |  |  |  |  |  |
|  |                                     |  |  |  |  |  |  |  |  |  |  |  |  |  |  |  |
|  | 4. Gaius Julius Caesar Cả           |  |  |  |  |  |  |  |  |  |  |  |  |  |  |  |
|  |                                     |  |  |  |  |  |  |  |  |  |  |  |  |  |  |  |
|  |                                     |  |  |  |  |  |  |  |  |  |  |  |  |  |  |  |
|  | 18. Quintus Marcius Rex             |  |  |  |  |  |  |  |  |  |  |  |  |  |  |  |
|  |                                     |  |  |  |  |  |  |  |  |  |  |  |  |  |  |  |
|  |                                     |  |  |  |  |  |  |  |  |  |  |  |  |  |  |  |
|  | 9. Marcia                           |  |  |  |  |  |  |  |  |  |  |  |  |  |  |  |
|  |                                     |  |  |  |  |  |  |  |  |  |  |  |  |  |  |  |
|  |                                     |  |  |  |  |  |  |  |  |  |  |  |  |  |  |  |
|  | 2. Julius Caesar                    |  |  |  |  |  |  |  |  |  |  |  |  |  |  |  |
|  |                                     |  |  |  |  |  |  |  |  |  |  |  |  |  |  |  |
|  |                                     |  |  |  |  |  |  |  |  |  |  |  |  |  |  |  |
|  | 20. Lucius Aurelius Cotta the Elder |  |  |  |  |  |  |  |  |  |  |  |  |  |  |  |
|  |                                     |  |  |  |  |  |  |  |  |  |  |  |  |  |  |  |
|  |                                     |  |  |  |  |  |  |  |  |  |  |  |  |  |  |  |
|  | 10. Lucius Aurelius Cotta           |  |  |  |  |  |  |  |  |  |  |  |  |  |  |  |
|  |                                     |  |  |  |  |  |  |  |  |  |  |  |  |  |  |  |
|  |                                     |  |  |  |  |  |  |  |  |  |  |  |  |  |  |  |
|  | 5. Aurelia Cotta                    |  |  |  |  |  |  |  |  |  |  |  |  |  |  |  |
|  |                                     |  |  |  |  |  |  |  |  |  |  |  |  |  |  |  |
|  |                                     |  |  |  |  |  |  |  |  |  |  |  |  |  |  |  |
|  | 11. Rutilia                         |  |  |  |  |  |  |  |  |  |  |  |  |  |  |  |
|  |                                     |  |  |  |  |  |  |  |  |  |  |  |  |  |  |  |
|  |                                     |  |  |  |  |  |  |  |  |  |  |  |  |  |  |  |
|  | 1. Caesarion                        |  |  |  |  |  |  |  |  |  |  |  |  |  |  |  |
|  |                                     |  |  |  |  |  |  |  |  |  |  |  |  |  |  |  |
|  |                                     |  |  |  |  |  |  |  |  |  |  |  |  |  |  |  |
|  | 24. Ptolemaios VIII Physcon         |  |  |  |  |  |  |  |  |  |  |  |  |  |  |  |
|  |                                     |  |  |  |  |  |  |  |  |  |  |  |  |  |  |  |
|  |                                     |  |  |  |  |  |  |  |  |  |  |  |  |  |  |  |
|  | 12. Ptolemaios IX Lathyros          |  |  |  |  |  |  |  |  |  |  |  |  |  |  |  |
|  |                                     |  |  |  |  |  |  |  |  |  |  |  |  |  |  |  |
|  |                                     |  |  |  |  |  |  |  |  |  |  |  |  |  |  |  |
|  | 25. Cleopatra III của Ai Cập        |  |  |  |  |  |  |  |  |  |  |  |  |  |  |  |
|  |                                     |  |  |  |  |  |  |  |  |  |  |  |  |  |  |  |
|  |                                     |  |  |  |  |  |  |  |  |  |  |  |  |  |  |  |
|  | 6. Ptolemaios XII Auletes           |  |  |  |  |  |  |  |  |  |  |  |  |  |  |  |
|  |                                     |  |  |  |  |  |  |  |  |  |  |  |  |  |  |  |
|  |                                     |  |  |  |  |  |  |  |  |  |  |  |  |  |  |  |
|  | 26. =24.Ptolemaios VIII Physcon     |  |  |  |  |  |  |  |  |  |  |  |  |  |  |  |
|  |                                     |  |  |  |  |  |  |  |  |  |  |  |  |  |  |  |
|  |                                     |  |  |  |  |  |  |  |  |  |  |  |  |  |  |  |
|  | 13. Cleopatra IV của Ai Cập         |  |  |  |  |  |  |  |  |  |  |  |  |  |  |  |
|  |                                     |  |  |  |  |  |  |  |  |  |  |  |  |  |  |  |
|  |                                     |  |  |  |  |  |  |  |  |  |  |  |  |  |  |  |
|  | 27. Cleopatra III của Ai Cập        |  |  |  |  |  |  |  |  |  |  |  |  |  |  |  |
|  |                                     |  |  |  |  |  |  |  |  |  |  |  |  |  |  |  |
|  |                                     |  |  |  |  |  |  |  |  |  |  |  |  |  |  |  |
|  | 3. Cleopatra VII của Ai Cập         |  |  |  |  |  |  |  |  |  |  |  |  |  |  |  |
|  |                                     |  |  |  |  |  |  |  |  |  |  |  |  |  |  |  |
|  |                                     |  |  |  |  |  |  |  |  |  |  |  |  |  |  |  |
|  | 28. =24.Ptolemaios VIII Physcon     |  |  |  |  |  |  |  |  |  |  |  |  |  |  |  |
|  |                                     |  |  |  |  |  |  |  |  |  |  |  |  |  |  |  |
|  |                                     |  |  |  |  |  |  |  |  |  |  |  |  |  |  |  |
|  | 14. Ptolemaios X Alexander I        |  |  |  |  |  |  |  |  |  |  |  |  |  |  |  |
|  |                                     |  |  |  |  |  |  |  |  |  |  |  |  |  |  |  |
|  |                                     |  |  |  |  |  |  |  |  |  |  |  |  |  |  |  |
|  | 29. =25. Cleopatra III của Ai Cập   |  |  |  |  |  |  |  |  |  |  |  |  |  |  |  |
|  |                                     |  |  |  |  |  |  |  |  |  |  |  |  |  |  |  |
|  |                                     |  |  |  |  |  |  |  |  |  |  |  |  |  |  |  |
|  | 7. Cleopatra V của Ai Cập           |  |  |  |  |  |  |  |  |  |  |  |  |  |  |  |
|  |                                     |  |  |  |  |  |  |  |  |  |  |  |  |  |  |  |
|  |                                     |  |  |  |  |  |  |  |  |  |  |  |  |  |  |  |
|  | 30. =12.Ptolemaios IX Lathyros      |  |  |  |  |  |  |  |  |  |  |  |  |  |  |  |
|  |                                     |  |  |  |  |  |  |  |  |  |  |  |  |  |  |  |
|  |                                     |  |  |  |  |  |  |  |  |  |  |  |  |  |  |  |
|  | 15. Berenice III của Ai Cập         |  |  |  |  |  |  |  |  |  |  |  |  |  |  |  |
|  |                                     |  |  |  |  |  |  |  |  |  |  |  |  |  |  |  |
|  |                                     |  |  |  |  |  |  |  |  |  |  |  |  |  |  |  |
|  | 31. Cleopatra Selene I              |  |  |  |  |  |  |  |  |  |  |  |  |  |  |  |
|  |                                     |  |  |  |  |  |  |  |  |  |  |  |  |  |  |  |
|  |                                     |  |  |  |  |  |  |  |  |  |  |  |  |  |  |  |